# Krigeren
Krigeren er en trilogi, skrevet af Josefine Ottesen. Hele serien er udgivet på Høst & Søns Forlag. Første bind ”På den yderste ø”, udkom i 2001, andet bind ”Bag borgens mure” udkom i 2002 og tredje og sidste bind ”Over åbent vand” udkom i 2003.

## Handling

### På den yderste ø
Bind 1, På den yderste ø, åbner fortællingen om den unge mand Odd, der stræber efter at blive kriger, men det er en vanskelig vej, han har valgt. Kun frie mænds sønner kan blive prøvet til kongens hird, og Odd er træl. Han ved ikke, hvor han stammer fra, kun at han er skyllet op på Fladhavets yderste ø som lille. Hans barndom har været hård og nådesløs, for hans ejer, den onde troldkvinde, Gydjen, har gjort, hvad hun kunne for at knække ham. Men Odds vrede gør ham til en farlig mand, og da hun vil slå ham ihjel og ofre ham til havgudinden, kæmper han imod og slår hende ned. Han er nødt til at flygte ud i Rørskoven til de fredløse, og her lærer han at slås for sit liv. Han bliver en trussel for dem, der sidder på magten, og kun med stort held lykkes det ham at overleve det baghold, de udsætter ham for. Næsten livløs bliver han fundet af den gamle jæger,Hauk, der er vant til at arbejde med rovfugle og håndsky hunde. Igennem ham lærer Odd langsomt at styre sin vrede og i stedet samle sin kraft om sit mål: at blive kriger.

### Bag borgens mure
I bind 2, Bag borgens mure, fortsætter historien om den viljestærke unge mand, der endelig får opfyldt sin drøm om at blive prøvet til kongens hird. Men Odds manglende slægt gør ham til et udsat offer for de andres hån, og han må igen og igen slås mod sit ustyrlige temperament. Kongens søn, Ansur, fatter interesse for ham og kræver, at de blander blod, men forbindelsen med rigets arving bliver snart en stor belastning for Odd, der nu er bundet af sin ed til Ansur. Han kan under ingen omstændigheder forråde sin blodsbror uden at miste æren, og æren er det eneste, han virkelig ejer.

### Over åbent vand
I bind 3 Over åbent vand strammes Odds dilemma. Ansur hersker nu over Fladhavet, og han stoler blindt på Odd, der er blevet udnævnt til høvedsmand. Men Ansur er en dårlig konge, og Odd bliver mere og mere desperat, ikke mindst fordi den kvinde, han elsker, er blevet gift med den nye konge. Han søger hele tiden mod de voldsomste kampe i håb om at døden vil udfri ham fra den umulige situation han er havnet i, og hans bøn syntes at blive hørt, da den nye gydje insisterer på at gennemføre den ofring af Odd, som hendes forgænger mislykkedes med.
Men Odd er en mand mange har respekt for og i stedet for at få skåret halsen over og kastet i havet, bliver han sat i en båd uden årer.
Til trods for hvad han håbede, bliver han reddet, og får nu en helt ny læremester, der giver ham mulighed for at samle stumperne både af sig selv og af den fortid, der hele tiden trænger sig på.

## Modtagelse
Bøgerne om Odd har en meget stor læserskare både blandt børn, unge og voksne, og de tre bøger er tilsammen udkommet i over 100.000 eksemplarer. [kilde mangler]

## Eksterne links
- Krigeren-trilogiens egen hjemmeside